# Мендес Монтенегро, Хулио Сесар
Ху́лио Се́сар Ме́ндес Монтене́гро (исп. Julio César Méndez Montenegro; 23 ноября 1915 — 30 апреля 1996) — президент Гватемалы с 1966 по 1970 год.
По образованию юрист. Работал в университете профессором права. В 1944 году участвовал в свержении президента генерала Убико в ходе Гватемальской революции. Был кандидатом на президентских выборах 1958 года. Пришёл к власти в 1966 году от Революционной партии. Был единственным гражданским во главе Гватемалы в период правых военных диктатур с 1954 по 1986 год (и в принципе единственным гражданским помимо Хуана Хосе Аревало, закончившим свой президентский срок с момента обретения страной независимости в 1847 году), однако фактически проводил сходный политический курс.

## Президентство
Вопреки собственным предвыборным обещаниям демократических реформ и ограничения диктата военных, на посту президента страны продолжил политику своего предшественника Альфредо Перальта, развернув масштабные репрессии против оппозиции и партизанского движения. 
На деле преследование противников режима вылилось в террор, направленный против крестьянского и индейского населения. В сельской местности осуществлялась практика массового уничтожения деревень, если возникало подозрение, что там скрываются партизаны. При этом армия часто использовала т. н. тактику «свободных зон», при которой напалмом выжигались лес и земля для того, чтобы лишить партизан возможности укрыться или выращивать урожаи. 
Особенной жестокостью отличались спецназначенцы из SCUGA. В марте 1966 года 30 активистов, связанных с коммунистической Гватемальской партией труда, были похищены, подвергнуты пыткам и убиты силовиками; следом «пропали вез вести» и некоторые студенты-юристы Университета Сан-Карлос, добивавшиеся расследования. 
Начиная с убийства левого профессора Хосе Арнольдо Хильо Мартинеса, свои террористические действия с благословения властей развернули и ультраправые эскадроны смерти Белой руки, причём их мишенями становились не только интеллигенция, профсоюзные деятели и члены запрещённых левых партий, но и собственная партия президента, номинально считающаяся левоцентристской. Убит этой организацией был и двоюродный брат главы государства, коммунист Сесар Монтенегро Паньягуа — поговаривали, что тоже с президентского разрешения.
По существующим оценкам Amnesty International, только с 1966 по 1968 год в Гватемале было убито от 3000 до 8000 человек (из которых повстанцев было не более 300); максимальные оценки количества убитых доходили до 15 тысяч. При этом зачистка их партизан в сельской местности побудила Повстанческие вооружённые силы перейти с 1968 года к действиям преимущественно в столице, включая убийство американского и западногерманского послов.
При Мендесе армия — главная опора правительства — фактически перешла под контроль США, существено расширивших свою военную миссию в стране. Офицерские кадры проходили обучение на американских военных базах; правительство США поставляло Гватемале военную технику, финансировало реформу по увеличению штата полиции. 
После 1970 года Мендес Монтенегро — посол в Мексике.